# Michael Gogl
Michael Gogl (Gmunden, Alta Àustria, 4 de novembre de 1993) és un ciclista austríac, professional des del 2015. Actualment corre a l'equip Alpecin-Deceuninck. En el seu palmarès destaca el Campionat nacional sub-23 en ruta de 2015.

## Palmarès
- 2014
  - Vencedor d'una etapa al Gran Premi de Sotxi
- 2015
  -  Campió d'Àustria sub-23 en ruta
  - 1r al Gran Premi Laguna

### Resultats a la Volta a Espanya
- 2016. 68è de la classificació general

### Resultats al Tour de França
- 2017. 146è de la classificació general
- 2018. 113è de la classificació general
- 2020. No surt (19a etapa)
- 2021. No surt (13a etapa)
- 2022. Abandona (5a etapa)
- 2023. 133è de la classificació general

### Resultats al Giro d'Itàlia
- 2019. 97è de la classificació general